# Torneo Apertura 2025 (México)
El Torneo Apertura 2025 es la centésima décima cuarta edición del campeonato de liga de la Primera División del fútbol mexicano; se trata del 59.° torneo corto, luego del cambio en el formato de competencia, con el que se inicia la temporada 2025-2026.

## Sistema de competición
El torneo de la Liga BBVA MX, está conformado en dos partes:
- Fase de calificación: Se integra por las 17 jornadas del torneo.
- Fase final: Se integra por los partidos de play-in, cuartos de final, semifinal y final.

### Fase de clasificación
En la fase de clasificación se observa el sistema de puntos. La ubicación en la tabla general, está sujeta a las siguientes condiciones:
- Por juego ganado se obtendrán tres puntos.
- Por juego empatado se obtendrá un punto.
- Por juego perdido no se otorgan puntos.

En esta fase participan los 18 clubes de la Liga BBVA MX jugando en cada torneo todos contra todos durante las 17 jornadas respectivas, a un solo partido.
El orden de los clubes al final de la fase de calificación del torneo corresponderá a la suma de los puntos obtenidos por cada uno de ellos y se presentará en forma descendente. Si al finalizar las 17 jornadas del torneo, dos o más clubes estuviesen empatados en puntos, su posición en la tabla general será determinada atendiendo a los siguientes criterios de desempate:
1. Mejor diferencia entre los goles anotados y recibidos.
2. Mayor número de goles anotados.
3. Marcadores particulares entre los clubes empatados.
4. Mayor número de goles anotados como visitante.
5. Mejor ubicado en la tabla general de cociente
6. Tabla Fair Play
7. Sorteo.

Para determinar los lugares que ocuparán los clubes que participen en la fase final del torneo se tomará como base la tabla general de clasificación.
Participan automáticamente por el título de Campeón de la Liga BBVA MX, los 10 primeros clubes de la tabla general de clasificación al término de las 17 jornadas.

### Fase final
Previo a la ronda de cuartos de final, habrá una fase clasificatoria, llamada Play-In en la que participarán los clubes ubicados entre las posiciones 7 y 10 de la tabla general. Los equipos ubicados en el séptimo y octavo lugar jugarán entre ellos para determinar un clasificado a los cuartos de final; mientras que el perdedor de esa serie jugará contra el ganador del encuentro entre el noveno y décimo clasificado para determinar al octavo participante de la siguiente ronda.
Los ocho clubes calificados para cuartos de final serán reubicados de acuerdo con el lugar que ocupen en la tabla general al término de la jornada 17, con el puesto del número uno al club mejor clasificado, y así hasta el número ocho. Los partidos a partir de esta fase se desarrollarán a visita recíproca, en las siguientes etapas:
Los clubes vencedores en los partidos de cuartos de final y semifinal serán aquellos que en los dos juegos anoten el mayor número de goles. De existir empate en el número de goles anotados, el club con mejor posición en la tabla general de clasificación avanza al siguiente ronda. 
Los partidos correspondientes a las fases de visita recíproca se jugarán obligatoriamente los días miércoles y sábado, y jueves y domingo eligiendo, en su caso, exclusivamente en forma descendente, los cuatro clubes mejor clasificados en la tabla general al término de la jornada 17, el día y horario de su partido como local. Los siguientes cuatro clubes podrán elegir únicamente el horario.
El club vencedor de la final y por lo tanto campeón, será aquel que en los dos partidos anote el mayor número de goles. Si al término del tiempo reglamentario el partido está empatado, se agregarán dos tiempos extras de 15 minutos cada uno. De persistir el empate en estos periodos, se procederá a lanzar tiros penales hasta que resulte un vencedor.
Los partidos de cuartos de final se jugarán de la siguiente manera:
1.º vs 8.º

2.º vs 7.º

3.º vs 6.º

4.º vs 5.º
En las semifinales participarán los cuatro clubes vencedores de cuartos de final, reubicándolos del uno al cuatro, de acuerdo a su mejor posición en la Tabla general de clasificación al término de la jornada 17 del torneo correspondiente, enfrentándose:
1.º vs 4.º

2.º vs 3.º
Disputarán el título de campeón del Torneo de Apertura 2025, los dos clubes vencedores de la fase semifinal correspondiente, reubicándolos del uno al dos, de acuerdo a su mejor posición en la tabla general de clasificación al término de la jornada 17 de cada torneo.
1.° vs 2.°

## Equipos participantes

### Información de los equipos participantes
| Equipo               | Entrenador                  | Ciudad                           | Estadio                | Capacidad | Fundación       | Patrocinador       | Kit         |
| -------------------- | --------------------------- | -------------------------------- | ---------------------- | --------- | --------------- | ------------------ | ----------- |
| América              | André Jardine               | Ciudad de México                 | Ciudad de los Deportes | 34 253    | 1916 (108 años) | Caliente           | Adidas      |
| Atlas                | Diego Cocca                 | Guadalajara, Jalisco             | Jalisco                | 56 713    | 1916 (109 años) | Caliente           | Charly      |
| Atlético de San Luis | Guillermo Abascal           | San Luis Potosí, San Luis Potosí | Alfonso Lastras        | 30 000    | 2013 (12 años)  | Canel's            | Sporelli    |
| Cruz Azul            | Nicolás Larcamón            | Ciudad de México                 | Olímpico Universitario | 72 000    | 1927 (98 años)  | Cemento Cruz Azul  | Pirma       |
| Guadalajara          | Gabriel Milito              | Zapopan, Jalisco                 | Akron                  | 49 850    | 1906 (119 años) | Caliente           | Puma        |
| Juárez               | Martín Varini               | Ciudad Juárez, Chihuahua         | Olímpico Benito Juárez | 19 703    | 2015 (10 años)  | Caliente           | Joma        |
| León                 | Eduardo Berizzo             | León de los Aldama, Guanajuato   | León                   | 31 297    | 1943 (81 años)  | Telcel             | Charly      |
| Mazatlán             | Robert Dante Siboldi        | Mazatlán, Sinaloa                | El Encanto             | 25 000    | 2020 (5 años)   | Caliente           | Pirma       |
| Monterrey            | Domènec Torrent             | Monterrey, Nuevo León            | Estadio BBVA           | 53 500    | 1945 (80 años)  | BBVA México        | Puma        |
| Necaxa               | Fernando Gago               | Aguascalientes, Aguascalientes   | Victoria               | 25 994    | 1923 (101 años) | Rolcar             | Pirma       |
| Pachuca              | Jaime Lozano                | Pachuca de Soto, Hidalgo         | Hidalgo                | 30 000    | 1892 (132 años) | Cementos Fortaleza | Skechers    |
| Puebla               | Vacante                     | Puebla de Zaragoza, Puebla       | Cuauhtémoc             | 51 726    | 1944 (81 años)  | Caliente           | Pirma       |
| Querétaro            | Benjamín Mora               | Querétaro, Querétaro             | Corregidora            | 35 575    | 1950 (75 años)  | Caliente           | Keuka       |
| Santos               | Francisco Rodríguez Vílchez | Torreón, Coahuila                | Corona                 | 30 000    | 1983 (41 años)  | Soriana            | Charly      |
| Tigres UANL          | Guido Pizarro               | Monterrey, Nuevo León            | Universitario          | 41 615    | 1960 (65 años)  | Cemex              | Adidas      |
| Tijuana              | Sebastián Abreu             | Tijuana, Baja California         | Caliente               | 27 333    | 2007 (18 años)  | Caliente           | Charly      |
| Toluca               | Antonio Mohamed             | Toluca, Estado de México         | Nemesio Díez           | 30 000    | 1917 (108 años) | Roshfrans          | New Balance |
| UNAM                 | Efraín Juárez               | Ciudad de México                 | Olímpico Universitario | 72 000    | 1954 (71 años)  | DHL                | Nike        |

- Datos actualizados al 15 de agosto de 2025.

### Equipos por entidad federativa
Para la temporada 2025-26, la entidad federativa de la República Mexicana con más equipos en la Primera División es la Ciudad de México con tres equipos. Catorce entidades estarán representados en el torneo.
| Entidad Federativa | N.º | Equipos                          |
| ------------------ | --- | -------------------------------- |
| Ciudad de México   | 3   | América, Cruz Azul, y Pumas UNAM |
| Jalisco            | 2   | Atlas y Guadalajara              |
| Nuevo León         | 2   | Monterrey y Tigres UANL          |
| Aguascalientes     | 1   | Necaxa                           |
| Baja California    | 1   | Tijuana                          |
| Chihuahua          | 1   | Juárez                           |
| Coahuila           | 1   | Santos                           |
| Estado de México   | 1   | Toluca                           |
| Guanajuato         | 1   | León                             |
| Hidalgo            | 1   | Pachuca                          |
| Puebla             | 1   | Puebla                           |
| Querétaro          | 1   | Querétaro                        |
| San Luis Potosí    | 1   | Atlético de San Luis             |
| Sinaloa            | 1   | Mazatlán                         |

### Cambios de entrenadores
| Equipo    | Entrenador (Jornadas)  | Fecha de vacante     | Tipo de salida | Pos.         | Entrenador entrante | Fecha de nombramiento |
| --------- | ---------------------- | -------------------- | -------------- | ------------ | ------------------- | --------------------- |
| Cruz Azul | Vicente Sánchez        | 6 de junio de 2025   | Mutuo acuerdo  | Pretemporada | Nicolás Larcamón    | 16 de junio de 2025   |
| Necaxa    | Nicolás Larcamón       | 12 de junio de 2025  | Mutuo acuerdo  | Pretemporada | Fernando Gago       | 12 de junio de 2025   |
| Atlas     | Gonzalo Pineda (1 – 4) | 10 de agosto de 2025 | Renuncia       | 10.º         | Diego Cocca         | 12 de agosto de 2025  |
| Puebla    | Pablo Guede (1 – 5)    | 15 de agosto de 2025 | Mutuo acuerdo  | 16.º         | Por definir         | Por definir           |

## Torneo regular
- El Calendario completo según la página oficial.
- Los horarios son correspondientes al tiempo del centro de México (UTC-6).[23]
- El calendario fue dado a conocer el 4 de junio de 2025.[1][24]

| Jornada 1     | Jornada 1 | Jornada 1            | Jornada 1              | Jornada 1        | Jornada 1 | Jornada 1    | Jornada 1  | Jornada 1 |
| Local         | Resultado | Visitante            | Estadio                | Fecha            | Hora      | Espectadores | Amonestado | Expulsado |
| ------------- | --------- | -------------------- | ---------------------- | ---------------- | --------- | ------------ | ---------- | --------- |
| Puebla        | 2 – 3     | Atlas                | Cuauhtémoc             | 11 de julio      | 19:00     | 11 433       | 6          | 0         |
| Juárez        | 1 – 1     | América              | Olímpico Benito Juárez | 11 de julio      | 21:00     | 18 098       | 3          | 1         |
| Tijuana       | 1 – 0     | Querétaro            | Caliente               | 11 de julio      | 21:05     | 18 333       | 2          | 0         |
| Santos Laguna | 3 – 0     | Pumas UNAM           | Corona                 | 12 de julio      | 19:00     | 11 508       | 7          | 1         |
| Toluca        | 3 – 1     | Necaxa               | Nemesio Díez           | 12 de julio      | 19:00     | 27 273       | 5          | 0         |
| Cruz Azul     | 0 – 0     | Mazatlán             | Olímpico Universitario | 12 de julio      | 21:05     | 20 098       | 6          | 0         |
| Pachuca       | 3 – 0     | Monterrey            | Hidalgo                | 13 de julio      | 17:00     | 13 915       | 6          | 0         |
| León          | 0 – 1     | Atlético de San Luis | León                   | 13 de julio      | 19:00     | 21 957       | 6          | 0         |
| Guadalajara   |           | Tigres UANL          | Akron                  | 17 de septiembre | 19:05     |              |            |           |

| Jornada 2            | Jornada 2 | Jornada 2   | Jornada 2               | Jornada 2   | Jornada 2 | Jornada 2    | Jornada 2  | Jornada 2 |
| Local                | Resultado | Visitante   | Estadio                 | Fecha       | Hora      | Espectadores | Amonestado | Expulsado |
| -------------------- | --------- | ----------- | ----------------------- | ----------- | --------- | ------------ | ---------- | --------- |
| América              | 3 – 1     | Tijuana     | Ciudad de los Deportes  | 16 de julio | 19:00     | 20 398       | 3          | 0         |
| Santos Laguna        | 2 – 4     | Toluca      | Corona                  | 16 de julio | 21:05     | 19 155       | 7          | 1         |
| Necaxa               | 3 – 1     | Querétaro   | Victoria                | 18 de julio | 19:00     | 19 108       | 2          | 0         |
| Atlético de San Luis | 0 – 1     | Monterrey   | Alfonso Lastras Ramírez | 18 de julio | 21:00     | 16 930       | 4          | 0         |
| Mazatlán             | 2 – 1     | Puebla      | El Encanto              | 18 de julio | 21:05     | 8703         | 7          | 1         |
| León                 | 1 – 0     | Guadalajara | León                    | 19 de julio | 19:00     | 22 185       | 1          | 0         |
| Tigres UANL          | 1 – 0     | Juárez      | Universitario           | 19 de julio | 19:00     | 41 615       | 7          | 1         |
| Atlas                | 3 – 3     | Cruz Azul   | Jalisco                 | 19 de julio | 21:05     | 25 098       | 4          | 1         |
| Pumas UNAM           | 2 – 3     | Pachuca     | Olímpico Universitario  | 20 de julio | 12:00     | 24 277       | 4          | 0         |

| Jornada 3   | Jornada 3 | Jornada 3            | Jornada 3              | Jornada 3   | Jornada 3 | Jornada 3    | Jornada 3  | Jornada 3 |
| Local       | Resultado | Visitante            | Estadio                | Fecha       | Hora      | Espectadores | Amonestado | Expulsado |
| ----------- | --------- | -------------------- | ---------------------- | ----------- | --------- | ------------ | ---------- | --------- |
| Querétaro   | 0 – 2     | Pumas UNAM           | Corregidora            | 25 de julio | 19:00     | 23 432       | 8          | 1         |
| Puebla      | 1 – 0     | Santos Laguna        | Cuauhtémoc             | 25 de julio | 19:00     | 13 250       | 4          | 0         |
| Tijuana     | 1 – 1     | Juárez               | Caliente               | 25 de julio | 21:00     | 18 133       | 9          | 0         |
| Pachuca     | 1 – 0     | Mazatlán             | Hidalgo                | 26 de julio | 17:00     | 11 747       | 4          | 0         |
| Guadalajara | 4 – 3     | Atlético de San Luis | Akron                  | 26 de julio | 17:07     | 38 832       | 6          | 0         |
| Cruz Azul   | 4 – 1     | León                 | Olímpico Universitario | 26 de julio | 19:00     | 20 094       | 3          | 0         |
| Toluca      | 3 – 4     | Tigres UANL          | Nemesio Díez           | 26 de julio | 19:00     | 27 273       | 8          | 0         |
| Monterrey   | 3 – 1     | Atlas                | BBVA                   | 26 de julio | 19:00     | 47 160       | 5          | 2         |
| Necaxa      | 1 – 1     | América              | Victoria               | 26 de julio | 21:10     | 20 586       | 6          | 0         |

| Jornada 4            | Jornada 4 | Jornada 4   | Jornada 4               | Jornada 4    | Jornada 4 | Jornada 4    | Jornada 4  | Jornada 4 |
| Local                | Resultado | Visitante   | Estadio                 | Fecha        | Hora      | Espectadores | Amonestado | Expulsado |
| -------------------- | --------- | ----------- | ----------------------- | ------------ | --------- | ------------ | ---------- | --------- |
| Tigres UANL          | 7 – 0     | Puebla      | Universitario           | 8 de agosto  | 21:00     | 40 023       | 3          | 1         |
| América              | 1 – 0     | Querétaro   | Ciudad de los Deportes  | 9 de agosto  | 19:00     | 23 701       | 5          | 0         |
| Mazatlán             | 2 – 2     | Tijuana     | El Encanto              | 9 de agosto  | 21:00     | 9747         | 4          | 0         |
| Atlas                | 0 – 3     | Pachuca     | Jalisco                 | 9 de agosto  | 21:05     | 16 773       | 6          | 0         |
| Pumas UNAM           | 1 – 1     | Necaxa      | Olímpico Universitario  | 10 de agosto | 18:00     | 34 108       | 5          | 0         |
| Santos Laguna        | 1 – 0     | Guadalajara | Corona                  | 10 de agosto | 20:05     | 16 155       | 5          | 1         |
| León                 | 1 – 3     | Monterrey   | León                    | 11 de agosto | 19:00     | 23 057       | 4          | 0         |
| Juárez               | 0 – 2     | Toluca      | Olímpico Benito Juárez  | 11 de agosto | 21:00     | 7793         | 8          | 0         |
| Atlético de San Luis | 1 – 2     | Cruz Azul   | Alfonso Lastras Ramírez | 11 de agosto | 21:05     | 19 335       | 4          | 2         |

| Jornada 5   | Jornada 5 | Jornada 5            | Jornada 5              | Jornada 5    | Jornada 5 | Jornada 5    | Jornada 5  | Jornada 5 |
| Local       | Resultado | Visitante            | Estadio                | Fecha        | Hora      | Espectadores | Amonestado | Expulsado |
| ----------- | --------- | -------------------- | ---------------------- | ------------ | --------- | ------------ | ---------- | --------- |
| Puebla      | 0 – 2     | Atlético de San Luis | Cuauhtémoc             | 15 de agosto | 19:00     | 10 978       | 4          | 0         |
| Necaxa      | 0 – 1     | León                 | Victoria               | 15 de agosto | 21:05     | 19 588       | 7          | 0         |
| Guadalajara | 1 – 2     | Juárez               | Akron                  | 16 de agosto | 17:07     | 33 176       | 5          | 0         |
| Pachuca     | 0 – 2     | Tijuana              | Hidalgo                | 16 de agosto | 19:00     | 11 798       | 9          | 1         |
| Tigres UANL | 1 – 3     | América              | Universitario          | 16 de agosto | 19:00     | 41 615       | 9          | 0         |
| Cruz Azul   | 3 – 2     | Santos Laguna        | Olímpico Universitario | 16 de agosto | 19:00     | 14 101       | 2          | 1         |
| Toluca      | 1 – 1     | Pumas UNAM           | Nemesio Díez           | 16 de agosto | 21:10     | 27 273       | 7          | 0         |
| Querétaro   | 3 – 3     | Atlas                | Corregidora            | 17 de agosto | 16:00     | 9261         | 7          | 0         |
| Monterrey   | 3 – 2     | Mazatlán             | BBVA                   | 17 de agosto | 18:00     | 45 894       | 5          | 0         |

| Jornada 6  | Jornada 6 | Jornada 6            | Jornada 6              | Jornada 6    | Jornada 6 | Jornada 6    | Jornada 6  | Jornada 6 |
| Local      | Resultado | Visitante            | Estadio                | Fecha        | Hora      | Espectadores | Amonestado | Expulsado |
| ---------- | --------- | -------------------- | ---------------------- | ------------ | --------- | ------------ | ---------- | --------- |
| Juárez     |           | Santos Laguna        | Olímpico Benito Juárez | 22 de agosto | 19:00     |              |            |           |
| Querétaro  |           | Atlético de San Luis | Corregidora            | 22 de agosto | 19:00     |              |            |           |
| Tijuana    |           | Guadalajara          | Caliente               | 22 de agosto | 21:00     |              |            |           |
| León       |           | Pachuca              | León                   | 23 de agosto | 17:00     |              |            |           |
| Monterrey  |           | Necaxa               | BBVA                   | 23 de agosto | 19:00     |              |            |           |
| Mazatlán   |           | Tigres UANL          | El Encanto             | 23 de agosto | 19:00     |              |            |           |
| Cruz Azul  |           | Toluca               | Olímpico Universitario | 23 de agosto | 21:05     |              |            |           |
| Pumas UNAM |           | Puebla               | Olímpico Universitario | 24 de agosto | 17:00     |              |            |           |
| Atlas      |           | América              | Jalisco                | 24 de agosto | 19:05     |              |            |           |

| Jornada 7            | Jornada 7 | Jornada 7   | Jornada 7               | Jornada 7    | Jornada 7 | Jornada 7    | Jornada 7  | Jornada 7 |
| Local                | Resultado | Visitante   | Estadio                 | Fecha        | Hora      | Espectadores | Amonestado | Expulsado |
| -------------------- | --------- | ----------- | ----------------------- | ------------ | --------- | ------------ | ---------- | --------- |
| Juárez               |           | Mazatlán    | Olímpico Benito Juárez  | 29 de agosto | 19:00     |              |            |           |
| Atlético de San Luis |           | Toluca      | Alfonso Lastras Ramírez | 29 de agosto | 19:00     |              |            |           |
| Puebla               |           | Monterrey   | Cuauhtémoc              | 29 de agosto | 21:00     |              |            |           |
| León                 |           | Querétaro   | León                    | 30 de agosto | 17:00     |              |            |           |
| Guadalajara          |           | Cruz Azul   | Akron                   | 30 de agosto | 19:00     |              |            |           |
| Santos Laguna        |           | Tigres UANL | Corona                  | 30 de agosto | 19:00     |              |            |           |
| América              |           | Pachuca     | Ciudad de los Deportes  | 30 de agosto | 21:00     |              |            |           |
| Pumas UNAM           |           | Atlas       | Olímpico Universitario  | 31 de agosto | 17:00     |              |            |           |
| Tijuana              |           | Necaxa      | Caliente                | 31 de agosto | 21:00     |              |            |           |

| Jornada 8            | Jornada 8 | Jornada 8     | Jornada 8               | Jornada 8        | Jornada 8 | Jornada 8    | Jornada 8  | Jornada 8 |
| Local                | Resultado | Visitante     | Estadio                 | Fecha            | Hora      | Espectadores | Amonestado | Expulsado |
| -------------------- | --------- | ------------- | ----------------------- | ---------------- | --------- | ------------ | ---------- | --------- |
| Necaxa               |           | Juárez        | Victoria                | 12 de septiembre | 19:00     |              |            |           |
| América              |           | Guadalajara   | Ciudad de los Deportes  | 12 de septiembre | 19:00     |              |            |           |
| Mazatlán             |           | Pumas UNAM    | El Encanto              | 12 de septiembre | 21:00     |              |            |           |
| Pachuca              |           | Cruz Azul     | Hidalgo                 | 13 de septiembre | 17:00     |              |            |           |
| Tigres UANL          |           | León          | Universitario           | 13 de septiembre | 19:00     |              |            |           |
| Atlas                |           | Santos Laguna | Jalisco                 | 13 de septiembre | 19:00     |              |            |           |
| Toluca               |           | Puebla        | Nemesio Díez            | 13 de septiembre | 21:00     |              |            |           |
| Querétaro            |           | Monterrey     | Corregidora             | 14 de septiembre | 17:00     |              |            |           |
| Atlético de San Luis |           | Tijuana       | Alfonso Lastras Ramírez | 14 de septiembre | 19:00     |              |            |           |

| Jornada 9     | Jornada 9 | Jornada 9            | Jornada 9              | Jornada 9        | Jornada 9 | Jornada 9    | Jornada 9  | Jornada 9 |
| Local         | Resultado | Visitante            | Estadio                | Fecha            | Hora      | Espectadores | Amonestado | Expulsado |
| ------------- | --------- | -------------------- | ---------------------- | ---------------- | --------- | ------------ | ---------- | --------- |
| Necaxa        |           | Puebla               | Victoria               | 19 de septiembre | 19:00     |              |            |           |
| Cruz Azul     |           | Juárez               | Olímpico Universitario | 19 de septiembre | 19:00     |              |            |           |
| Tijuana       |           | León                 | Caliente               | 19 de septiembre | 21:00     |              |            |           |
| Mazatlán      |           | Atlas                | El Encanto             | 19 de septiembre | 21:00     |              |            |           |
| Pachuca       |           | Querétaro            | Hidalgo                | 20 de septiembre | 17:00     |              |            |           |
| Guadalajara   |           | Toluca               | Akron                  | 20 de septiembre | 19:00     |              |            |           |
| Pumas UNAM    |           | Tigres UANL          | Olímpico Universitario | 20 de septiembre | 19:00     |              |            |           |
| Monterrey     |           | América              | BBVA                   | 20 de septiembre | 21:00     |              |            |           |
| Santos Laguna |           | Atlético de San Luis | Corona                 | 21 de septiembre | 17:00     |              |            |           |

| Jornada 10           | Jornada 10 | Jornada 10 | Jornada 10              | Jornada 10       | Jornada 10 | Jornada 10   | Jornada 10 | Jornada 10 |
| Local                | Resultado  | Visitante  | Estadio                 | Fecha            | Hora       | Espectadores | Amonestado | Expulsado  |
| -------------------- | ---------- | ---------- | ----------------------- | ---------------- | ---------- | ------------ | ---------- | ---------- |
| Guadalajara          |            | Necaxa     | Akron                   | 23 de septiembre | 19:00      |              |            |            |
| Puebla               |            | Pachuca    | Cuauhtémoc              | 23 de septiembre | 19:00      |              |            |            |
| León                 |            | Mazatlán   | León                    | 23 de septiembre | 21:00      |              |            |            |
| Juárez               |            | Pumas UNAM | Olímpico Benito Juárez  | 23 de septiembre | 21:00      |              |            |            |
| Cruz Azul            |            | Querétaro  | Olímpico Universitario  | 24 de septiembre | 18:00      |              |            |            |
| Tigres UANL          |            | Atlas      | Universitario           | 24 de septiembre | 19:00      |              |            |            |
| Toluca               |            | Monterrey  | Nemesio Díez            | 24 de septiembre | 20:00      |              |            |            |
| Atlético de San Luis |            | América    | Alfonso Lastras Ramírez | 24 de septiembre | 21:00      |              |            |            |
| Santos Laguna        |            | Tijuana    | Corona                  | 24 de septiembre | 21:00      |              |            |            |

| Jornada 11 | Jornada 11 | Jornada 11           | Jornada 11             | Jornada 11          | Jornada 11 | Jornada 11   | Jornada 11 | Jornada 11 |
| Local      | Resultado  | Visitante            | Estadio                | Fecha               | Hora       | Espectadores | Amonestado | Expulsado  |
| ---------- | ---------- | -------------------- | ---------------------- | ------------------- | ---------- | ------------ | ---------- | ---------- |
| Juárez     |            | León                 | Olímpico Benito Juárez | 26 de septiembre    | 19:00      |              |            |            |
| Puebla     |            | Guadalajara          | Cuauhtémoc             | 26 de septiembre    | 21:00      |              |            |            |
| Pachuca    |            | Atlético de San Luis | Hidalgo                | 27 de septiembre    | 17:00      |              |            |            |
| Atlas      |            | Necaxa               | Jalisco                | 27 de septiembre    | 17:00      |              |            |            |
| Monterrey  |            | Santos Laguna        | BBVA                   | 27 de septiembre    | 19:00      |              |            |            |
| América    |            | Pumas UNAM           | Ciudad de los Deportes | 27 de septiembre    | 21:00      |              |            |            |
| Toluca     |            | Mazatlán             | Nemesio Díez           | 27/28 de septiembre | 19:00      |              |            |            |
| Querétaro  |            | Tigres UANL          | Corregidora            | 28 de septiembre    | 17:00      |              |            |            |
| Tijuana    |            | Cruz Azul            | Caliente               | 28 de septiembre    | 21:00      |              |            |            |

| Jornada 12  | Jornada 12 | Jornada 12           | Jornada 12             | Jornada 12   | Jornada 12 | Jornada 12   | Jornada 12 | Jornada 12 |
| Local       | Resultado  | Visitante            | Estadio                | Fecha        | Hora       | Espectadores | Amonestado | Expulsado  |
| ----------- | ---------- | -------------------- | ---------------------- | ------------ | ---------- | ------------ | ---------- | ---------- |
| Necaxa      |            | Pachuca              | Victoria               | 3 de octubre | 19:00      |              |            |            |
| Mazatlán    |            | Atlético de San Luis | El Encanto             | 3 de octubre | 21:00      |              |            |            |
| Atlas       |            | Juárez               | Jalisco                | 3 de octubre | 21:00      |              |            |            |
| Querétaro   |            | Puebla               | Corregidora            | 4 de octubre | 17:00      |              |            |            |
| León        |            | Toluca               | León                   | 4 de octubre | 19:00      |              |            |            |
| Tigres UANL |            | Cruz Azul            | Universitario          | 4 de octubre | 19:00      |              |            |            |
| América     |            | Santos Laguna        | Ciudad de los Deportes | 4 de octubre | 21:00      |              |            |            |
| Pumas UNAM  |            | Guadalajara          | Olímpico Universitario | 5 de octubre | 19:00      |              |            |            |
| Tijuana     |            | Monterrey            | Caliente               | 5 de octubre | 21:00      |              |            |            |

| Jornada 13           | Jornada 13 | Jornada 13 | Jornada 13              | Jornada 13       | Jornada 13 | Jornada 13   | Jornada 13 | Jornada 13 |
| Local                | Resultado  | Visitante  | Estadio                 | Fecha            | Hora       | Espectadores | Amonestado | Expulsado  |
| -------------------- | ---------- | ---------- | ----------------------- | ---------------- | ---------- | ------------ | ---------- | ---------- |
| Puebla               |            | Tijuana    | Cuauhtémoc              | 17 de octubre    | 19:00      |              |            |            |
| Atlético de San Luis |            | Atlas      | Alfonso Lastras Ramírez | 17 de octubre    | 21:00      |              |            |            |
| Tigres UANL          |            | Necaxa     | Universitario           | 17 de octubre    | 21:00      |              |            |            |
| Santos Laguna        |            | León       | Corona                  | 18 de octubre    | 17:00      |              |            |            |
| Juárez               |            | Pachuca    | Olímpico Benito Juárez  | 18 de octubre    | 17:00      |              |            |            |
| Guadalajara          |            | Mazatlán   | Akron                   | 18 de octubre    | 19:00      |              |            |            |
| Monterrey            |            | Pumas UNAM | BBVA                    | 18 de octubre    | 19:00      |              |            |            |
| Cruz Azul            |            | América    | Olímpico Universitario  | 18 de octubre    | 21:00      |              |            |            |
| Toluca               |            | Querétaro  | Nemesio Díez            | 18/19 de octubre | 19:00      |              |            |            |

| Jornada 14 | Jornada 14 | Jornada 14           | Jornada 14             | Jornada 14    | Jornada 14 | Jornada 14   | Jornada 14 | Jornada 14 |
| Local      | Resultado  | Visitante            | Estadio                | Fecha         | Hora       | Espectadores | Amonestado | Expulsado  |
| ---------- | ---------- | -------------------- | ---------------------- | ------------- | ---------- | ------------ | ---------- | ---------- |
| América    |            | Puebla               | Ciudad de los Deportes | 21 de octubre | 19:00      |              |            |            |
| Necaxa     |            | Cruz Azul            | Victoria               | 21 de octubre | 19:00      |              |            |            |
| Mazatlán   |            | Santos Laguna        | El Encanto             | 21 de octubre | 21:00      |              |            |            |
| Monterrey  |            | Juárez               | BBVA                   | 21 de octubre | 21:00      |              |            |            |
| Querétaro  |            | Guadalajara          | Corregidora            | 22 de octubre | 19:00      |              |            |            |
| Pachuca    |            | Tigres UANL          | Hidalgo                | 22 de octubre | 19:00      |              |            |            |
| Atlas      |            | León                 | Jalisco                | 22 de octubre | 21:00      |              |            |            |
| Pumas UNAM |            | Atlético de San Luis | Olímpico Universitario | 22 de octubre | 21:00      |              |            |            |
| Tijuana    |            | Toluca               | Caliente               | 22 de octubre | 21:00      |              |            |            |

| Jornada 15           | Jornada 15 | Jornada 15 | Jornada 15              | Jornada 15    | Jornada 15 | Jornada 15   | Jornada 15 | Jornada 15 |
| Local                | Resultado  | Visitante  | Estadio                 | Fecha         | Hora       | Espectadores | Amonestado | Expulsado  |
| -------------------- | ---------- | ---------- | ----------------------- | ------------- | ---------- | ------------ | ---------- | ---------- |
| Juárez               |            | Puebla     | Olímpico Benito Juárez  | 24 de octubre | 19:00      |              |            |            |
| Mazatlán             |            | América    | El Encanto              | 24 de octubre | 21:00      |              |            |            |
| Tigres UANL          |            | Tijuana    | Universitario           | 25 de octubre | 17:00      |              |            |            |
| León                 |            | Pumas UNAM | León                    | 25 de octubre | 19:00      |              |            |            |
| Toluca               |            | Pachuca    | Nemesio Díez            | 25 de octubre | 19:00      |              |            |            |
| Cruz Azul            |            | Monterrey  | Olímpico Universitario  | 25 de octubre | 21:00      |              |            |            |
| Guadalajara          |            | Atlas      | Akron                   | 25 de octubre | 21:00      |              |            |            |
| Santos Laguna        |            | Querétaro  | Corona                  | 26 de octubre | 17:00      |              |            |            |
| Atlético de San Luis |            | Necaxa     | Alfonso Lastras Ramírez | 26 de octubre | 19:00      |              |            |            |

| Jornada 16           | Jornada 16 | Jornada 16    | Jornada 16              | Jornada 16     | Jornada 16 | Jornada 16   | Jornada 16 | Jornada 16 |
| Local                | Resultado  | Visitante     | Estadio                 | Fecha          | Hora       | Espectadores | Amonestado | Expulsado  |
| -------------------- | ---------- | ------------- | ----------------------- | -------------- | ---------- | ------------ | ---------- | ---------- |
| Necaxa               |            | Santos Laguna | Victoria                | 31 de octubre  | 19:00      |              |            |            |
| Puebla               |            | Cruz Azul     | Cuauhtémoc              | 31 de octubre  | 21:00      |              |            |            |
| Atlético de San Luis |            | Juárez        | Alfonso Lastras Ramírez | 31 de octubre  | 21:00      |              |            |            |
| Atlas                |            | Toluca        | Jalisco                 | 1 de noviembre | 17:00      |              |            |            |
| Monterrey            |            | Tigres UANL   | BBVA                    | 1 de noviembre | 19:00      |              |            |            |
| América              |            | León          | Ciudad de los Deportes  | 1 de noviembre | 21:00      |              |            |            |
| Pumas UNAM           |            | Tijuana       | Olímpico Universitario  | 2 de noviembre | 12:00      |              |            |            |
| Querétaro            |            | Mazatlán      | Corregidora             | 2 de noviembre | 17:00      |              |            |            |
| Pachuca              |            | Guadalajara   | Hidalgo                 | 2 de noviembre | 19:00      |              |            |            |

| Jornada 17    | Jornada 17 | Jornada 17           | Jornada 17             | Jornada 17     | Jornada 17 | Jornada 17   | Jornada 17 | Jornada 17 |
| Local         | Resultado  | Visitante            | Estadio                | Fecha          | Hora       | Espectadores | Amonestado | Expulsado  |
| ------------- | ---------- | -------------------- | ---------------------- | -------------- | ---------- | ------------ | ---------- | ---------- |
| Juárez        |            | Querétaro            | Olímpico Benito Juárez | 7 de noviembre | 19:00      |              |            |            |
| Tijuana       |            | Atlas                | Caliente               | 7 de noviembre | 21:00      |              |            |            |
| Mazatlán      |            | Necaxa               | El Encanto             | 7 de noviembre | 21:00      |              |            |            |
| Tigres UANL   |            | Atlético de San Luis | Universitario          | 8 de noviembre | 17:00      |              |            |            |
| Guadalajara   |            | Monterrey            | Akron                  | 8 de noviembre | 17:00      |              |            |            |
| León          |            | Puebla               | León                   | 8 de noviembre | 19:00      |              |            |            |
| Toluca        |            | América              | Nemesio Díez           | 8 de noviembre | 19:00      |              |            |            |
| Cruz Azul     |            | Pumas UNAM           | Por determinar         | 8 de noviembre | 21:00      |              |            |            |
| Santos Laguna |            | Pachuca              | Corona                 | 9 de noviembre | 17:00      |              |            |            |

## Tabla general
| Pos. | Equipo            | Pts. | PJ | G | E | P | GF | GC | Dif. | Clasificación    |
| ---- | ----------------- | ---- | -- | - | - | - | -- | -- | ---- | ---------------- |
| 1    | Pachuca           | 12   | 5  | 4 | 0 | 1 | 10 | 4  | +6   | Cuartos de final |
| 2    | Monterrey         | 12   | 5  | 4 | 0 | 1 | 10 | 7  | +3   | Cuartos de final |
| 3    | Cruz Azul         | 11   | 5  | 3 | 2 | 0 | 12 | 7  | +5   | Cuartos de final |
| 4    | América           | 11   | 5  | 3 | 2 | 0 | 9  | 4  | +5   | Cuartos de final |
| 5    | Toluca            | 10   | 5  | 3 | 1 | 1 | 13 | 8  | +5   | Cuartos de final |
| 6    | Tigres UANL       | 9    | 4  | 3 | 0 | 1 | 13 | 6  | +7   | Cuartos de final |
| 7    | Tijuana           | 8    | 5  | 2 | 2 | 1 | 7  | 6  | +1   | Play-in          |
| 8    | Santos Laguna     | 6    | 5  | 2 | 0 | 3 | 8  | 8  | 0    | Play-in          |
| 9    | Atlético San Luis | 6    | 5  | 2 | 0 | 3 | 7  | 7  | 0    | Play-in          |
| 10   | León              | 6    | 5  | 2 | 0 | 3 | 4  | 8  | −4   | Play-in          |
| 11   | Necaxa            | 5    | 5  | 1 | 2 | 2 | 6  | 7  | −1   |                  |
| 12   | Mazatlán          | 5    | 5  | 1 | 2 | 2 | 6  | 7  | −1   |                  |
| 13   | Pumas UNAM        | 5    | 5  | 1 | 2 | 2 | 6  | 8  | −2   |                  |
| 14   | Juárez            | 5    | 5  | 1 | 2 | 2 | 4  | 6  | −2   |                  |
| 15   | Atlas             | 5    | 5  | 1 | 2 | 2 | 10 | 14 | −4   |                  |
| 16   | Guadalajara       | 3    | 4  | 1 | 0 | 3 | 5  | 7  | −2   |                  |
| 17   | Puebla            | 3    | 5  | 1 | 0 | 4 | 4  | 14 | −10  |                  |
| 18   | Querétaro         | 1    | 5  | 0 | 1 | 4 | 4  | 10 | −6   |                  |

Actualizado a los partidos jugados el 17 de agosto de 2025.
 Fuente: Página oficial
Criterios de clasificación: Puntos · Diferencia de goles · Goles a favor · Play-off

### Evolución de la clasificación
Fecha de actualización: 17 de agosto de 2025
| Equipo            | 1   | 2   | 3   | 4   | 5   | 6 | 7 | 8 | 9 | 10 | 11 | 12 | 13 | 14 | 15 | 16 | 17 |
| Equipo            |     |     |     |     |     |   |   |   |   |    |    |    |    |    |    |    |    |
| ----------------- | --- | --- | --- | --- | --- | - | - | - | - | -- | -- | -- | -- | -- | -- | -- | -- |
| Pachuca           | 1   | 2   | 1   | 1   | 1   |   |   |   |   |    |    |    |    |    |    |    |    |
| Monterrey         | 17  | 12  | 4   | 4   | 2   |   |   |   |   |    |    |    |    |    |    |    |    |
| Cruz Azul         | 10  | 13  | 5   | 5   | 3   |   |   |   |   |    |    |    |    |    |    |    |    |
| América           | 7   | 3   | 6   | 6   | 4   |   |   |   |   |    |    |    |    |    |    |    |    |
| Toluca            | 3   | 1   | 2   | 3   | 5   |   |   |   |   |    |    |    |    |    |    |    |    |
| Tigres UANL       | 12* | 7*  | 3*  | 2*  | 6*  | * | * | * |   |    |    |    |    |    |    |    |    |
| Tijuana           | 6   | 11  | 10  | 10  | 7   |   |   |   |   |    |    |    |    |    |    |    |    |
| Santos Laguna     | 2   | 6   | 11  | 7   | 8   |   |   |   |   |    |    |    |    |    |    |    |    |
| Atlético San Luis | 5   | 9   | 13  | 14  | 9   |   |   |   |   |    |    |    |    |    |    |    |    |
| León              | 15  | 10  | 16  | 15  | 10  |   |   |   |   |    |    |    |    |    |    |    |    |
| Necaxa            | 16  | 8   | 7   | 8   | 11  |   |   |   |   |    |    |    |    |    |    |    |    |
| Mazatlán          | 9   | 5   | 8   | 9   | 12  |   |   |   |   |    |    |    |    |    |    |    |    |
| Pumas UNAM        | 18  | 18  | 15  | 11  | 13  |   |   |   |   |    |    |    |    |    |    |    |    |
| Juárez            | 8   | 14  | 17  | 17  | 14  |   |   |   |   |    |    |    |    |    |    |    |    |
| Atlas             | 4   | 4   | 9   | 12  | 15  |   |   |   |   |    |    |    |    |    |    |    |    |
| Guadalajara       | 11* | 15* | 12* | 13* | 16* | * | * | * |   |    |    |    |    |    |    |    |    |
| Puebla            | 13  | 16  | 14  | 16  | 17  |   |   |   |   |    |    |    |    |    |    |    |    |
| Querétaro         | 14  | 17  | 18  | 18  | 18  |   |   |   |   |    |    |    |    |    |    |    |    |

- (*) Indica la posición del equipo con un partido pendiente.

## Tabla de cocientes
A partir de la temporada 2020-21 se suspendió el ascenso y descenso entre la Liga MX y la Liga de Expansión MX, sin embargo, la tabla de cocientes es utilizada para establecer los pagos de las multas que serán destinadas para el desarrollo de los clubes del circuito de plata. De acuerdo con el artículo 24 del reglamento de competencia se repartirá el pago de $MXN 160 millones entre los tres últimos posicionados en la tabla de cocientes de la siguiente manera: 80 millones el último lugar; 47 millones el penúltimo; y 33 millones serán pagados por el antepenúltimo equipo de la tabla. El equipo que finalice en el último lugar de la tabla iniciará la siguiente temporada con un cociente de cero.
 Fecha de actualización: 17 de agosto de 2025
| Pos. | Equipo               | A23 | C24 | A24 | C25 | A25 | Pts. | A23J | C24J | A24J | C25J | A25J | Juegos | DG  | Cociente |
| ---- | -------------------- | --- | --- | --- | --- | --- | ---- | ---- | ---- | ---- | ---- | ---- | ------ | --- | -------- |
| 1    | América              | 40  | 35  | 27  | 34  | 11  | 147  | 17   | 17   | 17   | 17   | 5    | 73     | 76  | 2.0137   |
| 2    | Tigres UANL          | 30  | 31  | 34  | 33  | 9   | 137  | 17   | 17   | 17   | 17   | 4    | 72     | 52  | 1.9028   |
| 3    | Monterrey            | 33  | 32  | 31  | 28  | 12  | 136  | 17   | 17   | 17   | 17   | 5    | 73     | 44  | 1.8630   |
| 4    | Cruz Azul            | 17  | 33  | 42  | 33  | 11  | 136  | 17   | 17   | 17   | 17   | 5    | 73     | 43  | 1.8630   |
| 5    | Toluca               | 21  | 32  | 35  | 37  | 10  | 135  | 17   | 17   | 17   | 17   | 5    | 73     | 65  | 1.8493   |
| 6    | Pumas UNAM           | 28  | 27  | 31  | 21  | 5   | 112  | 17   | 17   | 17   | 17   | 5    | 73     | 17  | 1.5342   |
| 7    | Guadalajara          | 27  | 31  | 25  | 21  | 3   | 107  | 17   | 17   | 17   | 17   | 4    | 72     | 11  | 1.4861   |
| 8    | Tijuana              |     |     | 29  | 19  | 8   | 56   |      |      | 17   | 17   | 5    | 39     | -6  | 1.4359   |
| 9    | Pachuca              | 22  | 29  | 13  | 28  | 12  | 104  | 17   | 17   | 17   | 17   | 5    | 73     | -1  | 1.4247   |
| 10   | León                 | 23  | 24  | 18  | 30  | 6   | 101  | 17   | 17   | 17   | 17   | 5    | 73     | -4  | 1.3836   |
| 11   | Necaxa               | 15  | 27  | 15  | 31  | 5   | 93   | 17   | 17   | 17   | 17   | 5    | 73     | -8  | 1.2740   |
| 12   | Atlético de San Luis | 23  | 16  | 30  | 18  | 6   | 93   | 17   | 17   | 17   | 17   | 5    | 73     | -10 | 1.2740   |
| 13   | Juárez               | 18  | 16  | 17  | 24  | 5   | 80   | 17   | 17   | 17   | 17   | 5    | 73     | -38 | 1.0959   |
| 14   | Atlas                | 17  | 14  | 22  | 18  | 5   | 76   | 17   | 17   | 17   | 17   | 5    | 73     | -37 | 1.0411   |
| 15   | Querétaro            | 19  | 24  | 12  | 20  | 1   | 76   | 17   | 17   | 17   | 17   | 5    | 73     | -41 | 1.0411   |
| 16   | Mazatlán             |     |     |     |     | 5   | 5    |      |      |      |      | 5    | 5      | -1  | 1.0000   |
| 17   | Santos Laguna        | 23  | 15  | 10  | 7   | 6   | 61   | 17   | 17   | 17   | 17   | 5    | 73     | -55 | 0.8356   |
| 18   | Puebla               | 25  | 5   | 14  | 9   | 3   | 56   | 17   | 17   | 17   | 17   | 5    | 73     | -63 | 0.7671   |

## Estadísticas

### Clasificación juego limpio
- Datos según la página oficial.
- Fecha de actualización: 17 de agosto de 2025

| Lugar                                | Club                                 |          |          |          | Puntos   |
| ------------------------------------ | ------------------------------------ | -------- | -------- | -------- | -------- |
| 1                                    | Guadalajara                          | 7        | 0        | 0        | 7        |
| 2                                    | Tigres UANL                          | 11       | 0        | 0        | 11       |
| 3                                    | León                                 | 11       | 0        | 0        | 11       |
| 4                                    | Cruz Azul                            | 9        | 0        | 1        | 12       |
| 5                                    | Mazatlán                             | 12       | 0        | 0        | 12       |
| 6                                    | Pachuca                              | 13       | 0        | 0        | 13       |
| 7                                    | Necaxa                               | 13       | 0        | 0        | 13       |
| 8                                    | Atlético de San Luis                 | 11       | 0        | 1        | 14       |
| 9                                    | Atlas                                | 9        | 0        | 2        | 15       |
| 10                                   | Querétaro                            | 15       | 0        | 0        | 15       |
| 11                                   | América                              | 13       | 0        | 1        | 16       |
| 12                                   | Monterrey                            | 14       | 0        | 1        | 17       |
| 13                                   | Tijuana                              | 14       | 0        | 1        | 17       |
| 14                                   | Toluca                               | 18       | 0        | 0        | 18       |
| 15                                   | Puebla                               | 13       | 0        | 2        | 19       |
| 16                                   | Juárez                               | 17       | 0        | 1        | 20       |
| 17                                   | Santos Laguna                        | 12       | 0        | 3        | 21       |
| 18                                   | Pumas UNAM                           | 20       | 0        | 2        | 26       |
| Primera Tarjeta Amarilla             | Primera Tarjeta Amarilla             | 1 punto  | 1 punto  | 1 punto  | 1 punto  |
| Segunda Tarjeta Amarilla y Expulsión | Segunda Tarjeta Amarilla y Expulsión | 3 puntos | 3 puntos | 3 puntos | 3 puntos |
| Tarjeta Roja Directa                 | Tarjeta Roja Directa                 | 3 puntos | 3 puntos | 3 puntos | 3 puntos |

### Máximos goleadores
Lista con los máximos goleadores del torneo.
- Datos según la página oficial.

Fecha de actualización: 19 de agosto de 2025
| Pos. | Jugador          | Club                 | Goles | Part. | Prom. | Min. | M/G    |
| ---- | ---------------- | -------------------- | ----- | ----- | ----- | ---- | ------ |
| 1º   | Ángel Sepúlveda  | Cruz Azul            | 5     | 5     | 1     | 432  | 86.4   |
| 2º   | Germán Berterame | Monterrey            | 4     | 5     | 0.8   | 449  | 112.25 |
| =    | João Pedro       | Atlético de San Luis | 4     | 5     | 0.8   | 419  | 104.75 |
| 4º   | Carlos Rodríguez | Cruz Azul            | 3     | 5     | 0.6   | 394  | 131.33 |
| =    | Helinho          | Toluca               | 3     | 4     | 0.75  | 236  | 78.67  |
| =    | Ozziel Herrera   | Tigres UANL          | 3     | 4     | 0.75  | 283  | 94.33  |
| =    | Jorge Ruvalcaba  | Pumas UNAM           | 3     | 4     | 0.75  | 341  | 113.67 |
| 8º   | Gastón Togni     | Pachuca              | 2     | 4     | 0.5   | 192  | 73.5   |
| =    | Jhonder Cádiz    | Pachuca              | 2     | 5     | 0.4   | 402  | 201    |
| =    | Lucas Ocampos    | Monterrey            | 2     | 3     | 0.67  | 117  | 58.5   |
| =    | Érick Sánchez    | América              | 2     | 3     | 0.67  | 248  | 124    |
| =    | Brian Rodríguez  | América              | 2     | 5     | 0.4   | 319  | 159.5  |
| =    | Robert Morales   | Toluca               | 2     | 3     | 0.67  | 203  | 101.5  |

#### Tripletes o más
| Jugador          | Local     | Resultado | Visita    | Goles         | Fecha               | Jornada   |
| ---------------- | --------- | --------- | --------- | ------------- | ------------------- | --------- |
| Ángel Sepúlveda  | Atlas     | 3 – 3     | Cruz Azul | 55' 58' 90'   | 19 de julio de 2025 | Jornada 2 |
| Germán Berterame | Monterrey | 3 – 1     | Atlas     | 39' 82' 90+9' | 26 de julio de 2025 | Jornada 3 |

### Máximos asistentes
- Datos según SoccerWay.

Fecha de actualización: 19 de agosto de 2025
| Pos. | Jugador                | Club        | Asistencias | Part. | Prom. | Min. | M/A    |
| ---- | ---------------------- | ----------- | ----------- | ----- | ----- | ---- | ------ |
| 1º   | José Paradela          | Cruz Azul   | 5           | 5     | 1     | 409  | 81.8   |
| 2º   | Víctor Guzmán          | Pachuca     | 3           | 5     | 0.6   | 188  | 62.67  |
| =    | Alexis Vega            | Toluca      | 3           | 3     | 1     | 127  | 42.33  |
| =    | Nicolás Castro         | Toluca      | 3           | 5     | 0.6   | 295  | 98.33  |
| =    | Adalberto Carrasquilla | Pumas UNAM  | 3           | 5     | 0.6   | 448  | 149.33 |
| =    | Diego González         | Atlas       | 3           | 5     | 0.6   | 427  | 142.33 |
| =    | Diego Lainez           | Tigres UANL | 3           | 4     | 0.75  | 311  | 103.67 |
| 8º   | Gonzalo Piovi          | Cruz Azul   | 2           | 5     | 0.4   | 450  | 225    |
| =    | Elías Montiel          | Pachuca     | 2           | 5     | 0.4   | 450  | 225    |
| =    | Cristian Borja         | América     | 2           | 4     | 0.5   | 360  | 180    |
| =    | Brian Rodríguez        | América     | 2           | 5     | 0.4   | 319  | 159.5  |
| =    | Helinho                | Toluca      | 2           | 4     | 0.5   | 236  | 118    |
| =    | Óliver Torres          | Monterrey   | 2           | 5     | 0.4   | 422  | 211    |

### Asistencia
Lista con la asistencia de los partidos y equipos Liga BBVA MX.

Datos actualizados a 19 de agosto de 2025

#### Por equipo
En los promedios solamente se cuentan los partidos que contaron con asistencia de público.
| Pos                | Equipo             | Total   | Media  | Más alta | Más baja | % de Ocupación media |
| ------------------ | ------------------ | ------- | ------ | -------- | -------- | -------------------- |
| 1                  | Monterrey          | 93,054  | 46,527 | 47,160   | 45,894   | 86.92%               |
| 2                  | Tigres UANL        | 123,253 | 41,084 | 41,615   | 40,023   | 98.09%               |
| 3                  | Guadalajara        | 72,008  | 36,004 | 38,832   | 33,176   | 77.88%               |
| 4                  | Pumas UNAM         | 58,385  | 29,193 | 34,108   | 24,277   | 49.95%               |
| 5                  | Toluca             | 81,819  | 27,273 | 27,273   | 27,273   | 100.00%              |
| 6                  | León               | 67,199  | 22,400 | 23,057   | 21,957   | 71.57%               |
| 7                  | América            | 44,099  | 22,050 | 23,701   | 20,398   | 72.90%               |
| 8                  | Atlas              | 41,871  | 20,936 | 25,098   | 16,773   | 38.05%               |
| 9                  | Necaxa             | 59,282  | 19,761 | 20,586   | 19,108   | 82.85%               |
| 10                 | Tijuana            | 36,466  | 18,233 | 18,333   | 18,133   | 61.74%               |
| 11                 | Atlético San Luis  | 36,265  | 18,133 | 19,335   | 16,930   | 63.78%               |
| 12                 | Cruz Azul          | 54,293  | 18,098 | 20,098   | 14,101   | 30.97%               |
| 13                 | Querétaro          | 32,693  | 16,347 | 23,432   | 9,261    | 47.93%               |
| 14                 | Santos Laguna      | 46,818  | 15,606 | 19,155   | 11,508   | 53.63%               |
| 15                 | Juárez             | 25,891  | 12,946 | 18,098   | 7,793    | 65.70%               |
| 16                 | Pachuca            | 37,460  | 12,487 | 13,915   | 11,747   | 48.17%               |
| 17                 | Puebla             | 35,661  | 11,887 | 13,250   | 10,978   | 24.92%               |
| 18                 | Mazatlán           | 18,450  | 9,225  | 9,747    | 8,703    | 45.68%               |
| Totales del Torneo | Totales del Torneo | 964,967 | 21,931 | 47,160   | 7,793    | 60.02%               |

#### Por jornada
El listado excluye los partidos que fueron disputados a puerta cerrada.
| 1     | 142,615 | 17,827 | 53.02% | Toluca vs Necaxa (27,273)      | Puebla vs Atlas (11,433)     |
| 2     | 197,469 | 21,941 | 62.01% | Tigres UANL vs Juárez (41,615) | Mazatlán vs Puebla (8,703)   |
| 3     | 220,507 | 24,501 | 63.62% | Monterrey vs Atlas (47,160)    | Pachuca vs Mazatlán (11,747) |
| 4     | 190,692 | 21,188 | 60.67% | Tigres UANL vs Puebla (40,023) | Juárez vs Toluca (7,793)     |
| 5     | 213,684 | 23,743 | 59.53% | Monterrey vs Mazatlán (45,894) | Querétaro vs Atlas (9,261)   |
| 6     |         |        |        |                                |                              |
| 7     |         |        |        |                                |                              |
| 8     |         |        |        |                                |                              |
| 9     |         |        |        |                                |                              |
| 10    |         |        |        |                                |                              |
| 11    |         |        |        |                                |                              |
| 12    |         |        |        |                                |                              |
| 13    |         |        |        |                                |                              |
| 14    |         |        |        |                                |                              |
| 15    |         |        |        |                                |                              |
| 16    |         |        |        |                                |                              |
| 17    |         |        |        |                                |                              |
| Total | 964,967 | 21,931 | 60.02% | Monterrey vs Atlas (47,160)    | Juárez vs Toluca (7,793)     |